# How Bad Do U Want Me
«How Bad Do U Want Me» es una canción interpretada por la cantautora estadounidense Lady Gaga, incluida en su octavo álbum de estudio, Mayhem (2025). Descrita como una canción de synth-pop, fue producida por Gaga, Andrew Watt y Cirkut, con la contribución de Michael Polansky en la composición. 

## Antecedentes y composición
Gaga anunció su octavo álbum de estudio, Mayhem, el 27 de enero de 2025, revelando su título y portada, y estableciendo su fecha de lanzamiento para el 7 de marzo. Al mes siguiente, dio a conocer la lista de canciones, incluyendo «How Bad Do U Want Me» como la novena pista del álbum. Tras el lanzamiento de Mayhem, Gaga reveló en una entrevista que estuvo a punto de excluir «How Bad Do U Want Me» del álbum, pero Polansky la convenció de mantenerla, asegurándole que a sus seguidores «les encantaría». La intérpete explicó que, cuando crea canciones de «super pop», le generan ansiedad, señalando que estuvo a punto de eliminar «Just Dance» de The Fame (2008) por la misma razón. En una entrevista para Las Culturistas, admitió que comenzó a escribir «How Bad Do U Want Me» sola en su casa, antes de ser acompañada por su prometido. Polansky mostró interés en la letra de la canción y le preguntó si hablaba sobre él, a lo que Gaga respondió que no. Ambos terminaron la canción junto a Andrew Watt y Cirkut, quienes también se desempeñaron como productores junto con Gaga. 
«How Bad Do U Want Me» es una canción synth-pop «de ensueño» inspirada en los años 80. Contrasta con el tono más oscuro del resto del álbum, presentando una narrativa más ligera y empalagosa en la que Gaga canta desde la perspectiva de una «chica mala» que atrae a un chico inclinado por las «chicas buenas». Billboard describió la pista como un «limpiador de paladar» dentro de Mayhem y señaló que su estilo pop sencillo la hace parecer «más cercana a una canción de Taylor Swift que a una de Gaga».

## Recepción

### Comentarios de la crítica
Stephen Daw de Billboard opinó que «How Bad Do U Want Me» se aleja de la propuesta general de Mayhem, con «una letra y melodía más convencionales», y aunque reconoció su carácter pegadizo, la calificó como una de las canciones menos memorables del álbum.

### Rendimiento comercial
En la semana de lanzamiento de Mayhem, «How Bad Do U Want Me» debutó en el puesto 52 del Global 200 de Billboard, conteo que reúne las canciones más reproducidas y vendidas a nivel mundial. En los Estados Unidos, se ubicó en el puesto 69 del Billboard Hot 100 durante la semana del 22 de marzo de 2025, mientras que en Canadá logró debutar en el puesto 55 del Canadian Hot 100.

## Presentaciones en vivo
Gaga interpretó la canción por primera vez durante el festival de Coachella los días 11 y 18 de abril de 2025, donde la incluyó en el tercer acto del espectáculo, usando unas botas de tacón con cordones que recordaban a las que llevó en el videoclip de «Rain on Me» (2020). El 13 de mayo de 2025, Gaga interpretó «How Bad Do U Want Me» como parte de un repertorio de cinco canciones durante el YouTube Brandcast, realizado en el Geffen Hall de la ciudad de Nueva York. La actuación, que dio inicio a la ceremonia, contó con una puesta en escena de estilo cinematográfico y fue descrita por Variety como «enérgica».

## Posicionamiento en listas

### Semanales
| Canadá         | Canadian Hot 100         | 55  |
| Estados Unidos | Billboard Hot 100        | 69  |
| Francia        | French Singles Chart     | 153 |
| Grecia         | Digital Singles Chart    | 44  |
| Mundo          | Global 200               | 52  |
| Nueva Zelanda  | NZ Hot Singles Chart     | 6   |
| Portugal       | Portuguese Top 200 Chart | 97  |
| Reino Unido    | UK Streaming Chart       | 64  |
| Reino Unido    | UK Singles Sales         | 32  |
| Reino Unido    | UK Singles Downloads     | 31  |

## Créditos y personal
Los créditos están adaptados de las notas del álbum Mayhem.
| - Lady Gaga – Composición, letra, producción, teclados, voz - Michael Polansky – Composición, letra - Andrew Watt – Composición, letra, producción, batería, guitarra eléctrica, teclados - Cirkut – Producción, programación de batería, programación de bajo, sintetizadores, teclados - Marc VanGool – Técnico de estudio | - Paul LaMalfa – Ingeniero - Tyler Harris – Asistente de ingeniero de grabación - Tommy Turner – Asistente de ingeniero de grabación - Marco Sonzini – Ingeniero adicional - Serban Ghenea – Mezcla - Bryce Bordone – Asistente de mezcla - Randy Merrill – Masterización |

## Historial de lanzamientos
| País      | Fecha               | Formato                | Discográfica       | Ref.   |
| --------- | ------------------- | ---------------------- | ------------------ | ------ |
| Australia | 18 de abril de 2025 | Contemporary hit radio | Interscope Records | [ 21 ] |